# 九江修道院旧址
九江修道院旧址位于中国江西省九江市浔阳区庾亮南路1号。与能仁寺毗邻。
天主教江西教会开设修院培养神父，始于1868年，设于瑞州府高安县三桥村，由法国传教士包得来创办。1878年迁至永修县吴城镇。1886年迁入九江城内天主堂之南。九江修道院是江西省天主教的总修院。
1937年，九江修道院建成三层大楼，建筑面积3057.7平方米，坐北朝南，青砖砌筑，红瓦坡顶，为江西最大的修道院。修道院大楼的建造由两位法国神父负责，孟法良神父设计，罗望达神父监工。大楼内设有小圣堂、祭台、客堂、膳房、修士宿舍、修士教室、钢琴室、唱经楼和风雨球场等。
九江修道院旧址保存基本完好。2004年10月，九江修道院旧址公布为九江市文物保护单位。2018年3月9号公布为江西省文物保护单位。同年，修道院旧址所在的街区公布为庾亮南路历史文化街区。